# Retrato de grupo con señora
Retrato de grupo con señora (título original: Gruppenbild mit Dame) es una novela del escritor alemán Heinrich Böll publicada en Alemania en 1971. 

## Argumento de la obra
El narrador, que en la novela se califica a sí mismo como autor, lleva a cabo una serie de investigaciones sobre la biografía de la protagonista, Leni, una mujer alemana de 48 años que rechaza los convencionalismos sociales y que recibe las críticas de la sociedad en la que vive. Heinrich Böll esboza su novela de la siguiente manera: « He intentado describir , o de escribir, el destino de una mujer alemana que se acerca a la cincuentena y que ha debido llevar sobre ella todo el peso de la Historia entre 1922 et 1970 ». La novela recorre gran parte de la historia de Alemania en el siglo XX.

## Trama
Hélène Maria Pfeiffer (Léni), nacida en 1922 en una ciudad alemana,  crece sin preocupaciones económicas gracias al trabajo de su padre en el sector de la construcción y estudia en un colegio de monjas, llegando a pertenecer a la Liga de Muchachas Alemanas. Tras una aventura amorosa, en la que pierde su virginidad, acaba casándose con el suboficial del ejército Alois Pfeiffer, el cual muere en combate en el frente oriental (Segunda Guerra Mundial) tres días más tarde y por quién no hará duelo. Su familia sufre varias desdichas durante la guerra, acabando su padre condenado a cadena perpetua y muriendo su madre, dejando a Leni viuda y sola a una edad muy temprana. Empleada en un taller de flores funerarias, donde trabaja confeccionando coronas, conoce a un prisionero de guerra ruso, Boris Koltowski, del que se enamora y acaba quedando embarazada. Tras la firma del armisticio, Boris lleva consigo documentos de identidad del ejército alemán cuando es sorprendido por soldados aliados, por los que es detenido y deportado como trabajador a una mina en la región de Lorena, donde muere en un accidente. Leni educa a su hijo común, Lev, a su manera, alejándolo de sentimientos codiciosos, pero éste acaba en prisión a los 23 años por falsificación de documentos en una compleja situación en la que la propia familia de Leni (sus tíos, principalmente) la amenaza con expulsarla de la casa en la que vive por alquilar habitaciones a varias familias de inmigrantes y por estar embarazada de uno de ellos, un turco de nombre Mehmet. Mediante una maniobra utilizando camiones de basura conducidos por algunos de sus inquilinos, y con ayuda del « autor» , se consigue finalmente que Leni no sea obligada a abandonar la casa familiar. La parte final de la novela relata la relación de Leni con el trabajador inmigrante Mehmet y de como le atrae la antipatía y la difamación de muchos de sus vecinos. 
Todos los documentos, resúmenes, entrevistas, cartas, recortes de prensa y testimonios recogidos por el « autor», ya sean ficticios o auténticos, como los informes del proceso de Nuremberg, son citados tal cual en la novela y muchos de ellos son interpretados para defender las tesis del « autor». Se recoge el testimonio de unas cincuenta personas, que cuentan su versión de los hechos personales o políticos vividos por ellos, de manera que se obtiene un panorama de destinos que refleja la Historia de Alemania del agitado periodo comprendido entre 1922 et 1970.

## Interpretación de la obra
Como en sus novelas precedentes, Heinrich Böll muestra la estética de lo humano mediante el amor, la cordialidad y el deseo de servir que atribuye a un personaje femenino, más humana que personajes de otras novelas. Ella hace lo que le apetece, es una naturaleza ingenua y pura, generosa y servicial, no teme a nada, a ninguna dificultad, y no se pliega ante ninguna autoridad. Böll consigue hacer evolucionar, a través de la figura de Leni, su concepción de lo humano, como él mismo ha expuesto en sus clases en la Universidad de Fráncfort .
Unos meses antes de la obtención del Premio Nobel de Literatura, y cuando nada sabía aún de la decisión que tomaría la Academia de Estocolmo, el mismo decía: « No se trata de una reacción consciente que imita la literatura documental, si no mas bien de un intento de algo más, una idea tan presuntuosa como que la literatura en el sentido más común del término es..., en fin, que con literatura se puede documentar perfectamente cualquier cosa.» 
El crítico literario Marcel Reich-Ranicki escribe: « Nunca se había podido apreciar en  Böll semejante profusión de temas y de medios, de hechos, de figuras y de lugares. En algunos capítulos, las ideas, literalmente abundantes, pueden desorientar un poco al lector. El autor, cuyo sentido de la observación es difícilmente superable, con una sensibilidad y una imaginación sin límites, solo ha tenido que molestarse en ir eligiendo. » 